# ときめき/隣の女
「ときめき/隣の女」は、チャットモンチーの17枚目のシングル（両A面シングル）。2015年3月4日にKi/oon Music（Sony Music Labels）より発売された。

## 概要
前作「こころとあたま/いたちごっこ」に続く両A面シングルで、サポートメンバーに世武裕子と北野愛子が参加する「乙女団」としては初めてのシングル。乙女団でのレコーディングについて福岡晃子は「男陣（サポートメンバーが恒岡章・下村亮介）とのレコーディングを経て、いろいろスムーズだったし、それに加えて女性ならではの決断の早さがあった。性格的にも4人が合っていて、言葉にしなくてもわかるというような感じだった」。

## 収録曲
1. ときめき [3:47]
(作詞：福岡晃子 / 作曲：橋本絵莉子 / 編曲：橋本絵莉子, 福岡晃子, 世武裕子, 北野愛子)
  - 作詞を担当した福岡は「恋愛の歌詞をしばらく書いてなかったので久しぶりに書こうと思った。昨年の夏くらいに歌詞から作っていき、えっちゃん（橋本）と徳島に帰ったときに歌詞を見せたら、『めっちゃいい』って言ってくれて、5分くらいで曲をつけてくれた」。橋本は「歌詞がすごく素直でストレートで、ちゃんと重みもあってすごくいいな、って思って曲がすぐに浮かんだ。1番までは徳島で作って、あとは東京で作った」と話し、歌詞の内容である『愛情があふれているが、不満もあり、でもこれを選び取った』という感情については「もしかすると男の人にはない感情かもしれないから、『乙女団』でやれたのは本当にうれしい」と話している[2]。
2. 隣の女 [4:02]
(作詞：福岡晃子 / 作曲：橋本絵莉子 / 編曲：橋本絵莉子, 福岡晃子, 世武裕子, 北野愛子)
  - 福岡は「単純に人間関係に悩んでいるときに書いた曲で、すごく怒っていた。友達に相談したら、『曲にすればいいやん』って言われて。『ときめき』が男性に対する警告だったら、これは女性に対する警告というところもある」。橋本は「やっぱり女の人って女の人が気になる。友達は友達でいいけど、ちょっとライバル視してみるとか、絶対あると思う。だからそういう思いをした人は"あっ"って思ってくれると思う」。アレンジはざっくりしたものを橋本と福岡で作り、そこから4人でスタジオに入り詰めていく、という作業となった。橋本のギターは2人体制のときに購入した、フェンダー・テレキャスター・シンラインを使用している[2]。
3. Last Love Letter (Koji Nakamura Remix) [3:42]
(作詞：福岡晃子 / 作曲：橋本絵莉子)
  - 中村弘二によるリミックス。

### DVD
- 初回限定盤のみ。

1. Opening～ハテナ (ROCK IN JAPAN FESTIVAL 2014 at 国営ひたち海浜公園 (2014.08.09))
2. シャングリラ (ROCK IN JAPAN FESTIVAL 2014 at 国営ひたち海浜公園 (2014.08.09))
3. こころとあたま (9周年記念ライブ"9愛" at Zepp DiverCity (Tokyo) (2014.11.21))
4. Yes or No or Love (9周年記念ライブ"9愛" at Zepp DiverCity (Tokyo) (2014.11.21))
5. 変身 (GLIDER MIX) (9周年記念ライブ"9愛" at Zepp DiverCity (Tokyo) (2014.11.21))
6. 満月に吠えろ (9周年記念ライブ"9愛" at Zepp DiverCity (Tokyo) (2014.11.21))
7. 乙女団 レコーディングドキュメンタリー (おまけ)

## 収録アルバム
- BEST MONCHY 1 -Listening- (#1,2,3)